# Arthrolytus incisus
Arthrolytus incisus är en stekelart som beskrevs av Askew och Nieves Aldrey 1982. Arthrolytus incisus ingår i släktet Arthrolytus och familjen puppglanssteklar.
Artens utbredningsområde är Spanien. Inga underarter finns listade.